# Miguel Marcos Madera
Miguel Marcos Madera, meglio conosciuto come Míchel (Lena, 8 novembre 1985), è un ex calciatore spagnolo, di ruolo centrocampista.

## Carriera

### Club
Dal 2005 al 2010 ha giocato con lo Sporting Gijón, con cui conta 139 presenze e 7 reti.
Il 10 gennaio 2010 si è trasferito al Birmingham City, con cui ha firmato un contratto per 2 anni e mezzo.
Il 23 gennaio 2011 si trasferisce in prestito fino a fine stagione all'AEK Atene.
L'8 agosto 2011 fa il suo ritorno nella Liga passando al Getafe

## Palmarès

### Club

#### Competizioni nazionali
- Coppa di Grecia: 1

AEK Atene: 2010-2011
- Campionato azero: 4

Qarabağ: 2015-2016, 2017-2018, 2018-2019, 2019-2020
- Coppa d'Azerbaigian: 1

Qarabağ: 2015-2016